# 감상 소설
감상 소설(感傷小說)은 정서, 감정, 감성을 강조하는 18세기 후반의 소설 장르이다. 18세기 당시에는 이성주의에 대한 반발으로 시나 각종 산문 문학 등에서 감수성을 지나치게 강조하는 경향을 보였으며, 이러한 배경 속에서 만들어진 소설들이 이에 해당한다.
감상 소설은 작품의 등장 인물과 독자의 정서반응을 중요시하며, 비탄과 연민의 정을 불러일으키는 부분들로 구성된다. 또한 등장 인물이 숭고한 감정을 접하여 나타내는 강한 반응에 역점을 두며, 독자들로 하여금 사회적 배경과 이를 연관시키도록 한다.